# Bolivar (Tennessee)
Pour les articles homonymes, voir Bolívar.
La ville américaine de Bolivar est le siège du comté de Hardeman, dans l’État du Tennessee. Lors du recensement de 2010, sa population s’élevait à 5 417 habitants.

## Source
- (en) Cet article est partiellement ou en totalité issu de l’article de Wikipédia en anglais intitulé « Bolivar, Tennessee » (voir la liste des auteurs).